# Gymnázium T. G. Masaryka Zastávka
Gymnázium T. G. Masaryka (GTGM), v letech 1968–1989 Gymnázium Julia Fučíka Zastávka je 4leté a 6leté gymnázium v jihomoravské obci Zastávka. Je to jediné obecní gymnázium v celé České republice.[zdroj?] Je místem středoškolského studia pro cca 320 studentů v dohromady 12 třídách.

## Historie školy
Gymnázium Zastávka bylo založeno dne 29. srpna 1953 po dekretech ONV Rosice jako Jedenáctiletá střední škola Zastávka, později Jedenáctiletá střední škola Julia Fučíka Zastávka. Gymnáziem se tato škola stala v roce 1969, kdy se otevřel první ročník čtyřletého gymnázia v Zastávce. V tomto období také nastoupil na školu prof. PhDr. Zdeněk Kožmín CSc., který má u hlavního východu památní desku (odhalena 3. října 2015). Po sametové revoluci v roce 1990 se změnil název z Gymnázia Julia Fučíka Zastávka na Gymnázium T. G. Masaryka Zastávka, Na podzim roku 1990 začala rekonstrukce školy, která celkově stála okolo 23 mil. Kč.

## Zajímavosti
Škola má svoji vlastní hymnu Zastávecký Gympl, která byla složena bývalým studentem školy, a má svůj sezónní merchandising. Má též svůj vlastní školní časopis zvaný SCOOL!, jehož první číslo vyšlo v listopadu 2006.